# Il covo dei contrabbandieri
Il covo dei contrabbandieri (Moonfleet)    è un film  del 1955  diretto da Fritz Lang.

## Trama
1757. Moonfleet è un villaggio di pescatori sul canale della Manica. John Mohune, un ragazzino di undici anni, vi giunge una sera, sotto un cielo viola che promette tempesta. Nel cimitero abbandonato perde i sensi, terrorizzato da una scultura in legno che, pur rappresentando un angelo, alla sua fantasia alterata appare come un diavolo.
Si risveglia circondato dai volti dei contrabbandieri. A loro confida che sta cercando Jeremy Fox, l'uomo a cui lo ha raccomandato la madre prima di morire. Egli è il capo dei contrabbandieri, non ha alcuna intenzione di accollarsi l'educazione di un ragazzo e cerca di sbarazzarsene.
Tuttavia John con la sua innocente fiducia lo sconcerta.  «È bello avere un amico» - gli dichiara senza sospetto. Si dimostra altresì intraprendente e deciso quando riesce a fuggire dalla diligenza che Jeremy gli aveva mandato per trasportarlo in collegio. Il suo comportamento intenerisce il rude pirata.
John scopre i segreti del passato di Jeremy. Discende dalla nobile famiglia dei Mohune. Innamorato della madre di John, sfidò l'ira dei parenti. Fu cacciato. Un diamante leggendario, appartenuto al nonno, soprannominato “Barbarossa”, dopo la morte di lui, scomparve, e non fu più ritrovato
Esplorando la tomba degli antenati, covo e magazzino dei contrabbandieri, John trova, fra le ossa degli scheletri dei defunti, un medaglione contenente un'antica pergamena con un messaggio misterioso. Ma i contrabbandieri temono che il ragazzo, il quale ormai conosce i loro volti e tutti i loro nascondigli, li possa tradire e vorrebbero eliminarlo.
Jeremy invece è convinto della sua fedeltà e lo salva dall'agguato, provocando la ribellione dei suoi uomini.
Nelle frasi misteriose della pergamena decifrano il nascondiglio del diamante:  si trova in un profondo pozzo dentro un castello, adibito ora a fortezza militare. Jeremy con astuzia vi si introduce, indossando l'uniforme rubata a un maggiore. John con coraggio accetta di essere calato nella profondità del pozzo per recuperare la preziosa pietra.
Jeremy spera di poter fuggire nelle colonie. Col ricavato del diamante progetta di mettersi in società con Lord Ashwood e sua moglie. Ma l'amante gelosa, la signora Minton, vendicandosi dell'imminente abbandono, lo denuncia ai gendarmi. Immediatamente la baia è circondata dalle forze dell'ordine.
Jeremy tenta ancora di abbandonare John. Lo lascia addormentato in una capanna di pescatori.
Quasi ormai in salvo nella carrozza degli Ashwood, che, grazie al prestigio e alla sicurezza dei due,  supera lo sbarramento dei poliziotti, decide di ritornare indietro. Lord Ashwood lo ferisce  con la lama d'acciaio nascosta nel bastone ma viene ucciso a sua volta.
Con le ultime forze, Jeremy raggiunge John, gli consegna il diamante e si allontana su una barca verso un ignoto destino.

## Produzione
Lang torna a lavorare negli studi della Metro-Goldwyn Mayer dai quali mancava da vent'anni, dal 1936, quando aveva girato Furia; produttore John Houseman.

### Sceneggiatura
La sceneggiatura è attribuita a Jan Lustig, un critico berlinese che lavorava per la casa produttrice, e Margaret Fitts, un'altra sceneggiatrice abituale della MGM.

### Cinemascope
Il film rappresenta il primo tentativo di Lang di girare in Cinemascope. Lang dichiarò poi a Peter Bogdanovich che non amava il cinemascope "adatto per i funerali o per i serpenti, non per gli esseri umani".

### Soggetto
Il film è un libero adattamento del romanzo scritto nel 1891 dall'inglese John Meade Falkner.« [...] l'itinerario che il bambino innocente compie attraverso un mondo depravato è presentato dallo scrittore dal punto di vista del pittoresco, dal regista dal punto di vista morale».

### Riprese
Le riprese avvennero nel settembre-ottobre del 1954 e la lavorazione durò 45 giorni; il film fu girato tutto a Hollywood, negli studi di Culver City,  ad eccezione degli esterni in California, a Oceanside.

### Scenografia
Luc Moullet:
«Gli scenari sono un mezzo per creare l'orrore suscitato dalla psicologia contorta dei personaggi… impiccati appesi lungo le strade, grida e rumori sinistri nel cimitero, in cui John scivola in una tomba per diventare prigioniero degli schifosi contrabbandieri, simili ai futuri lebbrosi de Il sepolcro indiano. Persino i colori luminosissimi del Dorset, le tonalità splendide dei luoghi deserti, sono inquietanti per la loro densità. Le onde del mare rappresentano un'immagine plastica dell'ineluttabilità del destino. Ma questo universo angosciante conserva anche il fascino proprio del romanzo come vicenda di avventure».

### Prima
La prima negli Stati Uniti si ebbe il 24 giugno 1955.

## Come Lang definisce il film
Fritz Lang, nell'intervista concessa a Peter Bogdanovich, dice di questo suo film:
«È una storia romantica, ambientata nel passato, che fa ricordare Dickens. L'atmosfera è questa».

## Critica
Andrew Sarris:
« [...] sia Metropolis (1927) che  Il covo dei contrabbandieri (1955) ... hanno in comune la stessa desolata visione dell'universo, dove l'uomo affronta il proprio destino e inevitabilmente perde».
Patrick Brion:
«Moonfleet, il capolavoro maledetto [...] un dramma crepuscolare [...] Tra tutti i film hollywoodiani di Fritz Lang, Moonfleet è uno dei più belli: esso rappresenta una sintesi tra i motivi ricorrenti nelle prime opere tedesche di Lang e l'atmosfera dei romanzi anglosassoni, tra la perfezione plastica della MGM e le tematiche care al regista. Un perfetto prodotto degli studi, un vero film d'autore».
Paolo Mereghetti:
«La grandezza di Lang si vede soprattutto nel modo in cui fonde le esigenze narrative del film di genere (la rete di misteri in cui si muove John: società segrete, grotte, caverne, aspetti contraddittori dei personaggi), il tema centrale del film (la scoperta del mondo degli adulti fatta attraverso gli occhi di un bambino) e le preoccupazioni fondamentali della sua ricerca d'autore (gli aspetti negativi dell'umanità, dalla doppiezza di Fox al cinismo di Aschwood; l'innocenza infantile che si rivela essere ignoranza della realtà e vuota illusione, una giustizia non uguale per tutti predicata dal magistrato Maskew)».

## Il finale
Lang aveva girato due finali: uno in cui Jeremy si allontana in barca mentre il ragazzo resta sulla spiaggia; Jeremy muore ma la barca continua ad allontanarsi lo stesso perché la sua mano ormai senza vita regge ancora la vela, ed era quello che preferiva.
La produzione scelse quello in cui il ragazzo passeggia con la figlia del pastore, Grace, la sua compagna di giochi, e guardando il portone aperto della villa dei Mohune, ora sua proprietà, si augura che un giorno Jeremy possa tornare.
Lotte Eisner:
«Il finale aggiunto, come Lang aveva certamente capito, è comunque ambiguo nella sua «felicità». John è contento, ma non sa quello che sa lo spettatore. Per il pubblico, quindi, si tratta di un finale agrodolce. È «la carriera di un libertino» rovesciata, volta verso la redenzione. Ma la conclusione non è convenzionale: il cambiamento in Fox è motivato. L'uomo che un tempo amava la madre di John, nonostante il cinismo accumulato negli anni, conserva una residua coscienza che la fiducia del ragazzo riesce a risvegliare. Come in La confessione della signora Doyle e La bestia umana, Lang stabilisce che le scelte morali tendenti verso un finale felice sono le uniche soluzioni possibili.»
Patrick Brion:
«Interrogato dal pastore Glennie, che gli chiede se è sicuro del ritorno di Jeremy Fox, John Mohune si limita a rispondere:"È amico mio". È un'idea stupenda far terminare il film con questa battuta, dato che tutta la storia è basata sul rapporto amicizia-amore, fiducia-tradimento, onore e delazione.»